# 청양향교
청양향교(靑陽鄕校)는 대한민국 충청남도 청양군 청양읍에 있는 조선시대의 향교이다. 1997년 12월 23일 충청남도의 기념물 제133호로 지정되었다.

## 개요
향교는 공자와 여러 성현께 제사를 지내고 지방민의 교육과 교화를 위해 나라에서 세운 교육기관이다.
청양향교를 처음 지은 연대는 알 수 없으나 조선 전기 이곳에 이미 향교와 문묘가 있었다고 전한다. 지금 남아 있는 건물들은 조선 중기 이후의 것으로 고종 11년(1874)과 1904년 등 여러 차례 수리하였다.
경내에는 제사지내는 공간인 대성전, 교육 기능을 수행하는 강당인 명륜당, 학생들의 기숙사인 동재·서재, 관리사 등의 건물이 있다. 대성전 안쪽에는 공자를 비롯하여 중국과 한국 성현들의 위패를 모시고 있다.
조선시대에는 나라에서 토지와 노비·책 등을 지원받아 학생들을 가르쳤으나, 지금은 교육 기능은 없어지고 제사 기능만 남아 있다.

## 현지 안내문
향교는 조선시대 관립 교육기관이자 선현을 제사하는 곳으로 지방의 군현마다 설치되었다. 향교는 관아의 동쪽에 위치하는 것이 일반적이지만, 이 향교는 서쪽 1리에 위치하고 있다. 공자를 중심으로 중국과 우리나라의 성현 27분과 위패를 모신 대성전을 비롯하여 유생들이 공부하는 강의실인 명륜당, 유생들의 숙소인 동재와 서재, 삼문, 청아루, 전사청 등 7개의 건물이 있다. 향교 입구에 있는 홍살문을 지나면 현관에 '청아루'라 쓰여진 누각이 있다. 누각을 지나면 동재와 서재가 있고, 동재의 중앙 칸 위에 '봉양재'라고 쓴 현판이 걸려 있다. 누각 정면에 명륜당이 있고, 뒤에 대성전이 있다.

## 같이 보기
- 청양향교공자상

## 참고 자료
- 청양향교 - 국가유산청 국가유산포털